# Finland i olympiska sommarspelen 1972
Finland deltog med 96 deltagare vid de olympiska sommarspelen 1972 i München. Totalt vann de tre guldmedaljer, en silvermedalj och fyra bronsmedaljer.

## Medaljer

### Guld
- Pekka Vasala - Friidrott, 1 500 meter.
- Lasse Virén - Friidrott, 5 000 meter och 10 000 meter.

### Silver
- Reima Virtanen - Boxning, mellanvikt.

### Brons
- Tapio Kantanen - Friidrott, 3 000 meter hinder.
- Kyösti Laasonen - Bågskytte.
- Risto Hurme, Veikko Salminen och Martti Ketelä - Modern femkamp.
- Risto Björlin - Brottning.